# Supergrupo Espinhaço

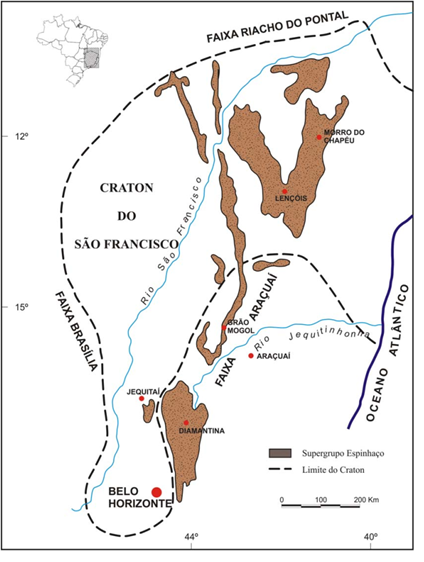
Localização do Supergrupo Espinhaço

O Supergrupo Espinhaço  corresponde a uma unidade geológica estratigráfica originadas no paleoproterozoico (BRITO NEVES et al, 1995) que compreende rochas entre os estados de Minas Gerais e Bahia. Em Minas Gerais ele está localizado na porção norte do estado compreendendo grandes estruturas (e.g. Serra do Cabral) e importantes regiões para o estado, como por exemplo a cidade de Diamantina. Na Bahia ele está presente na porção sul do estado compreendendo a Chapada Diamantina. 
O Supergrupo Espinhaço, em sua parte meridional, se encontra à margem leste do cráton São Francisco, enquanto a parte setentrional se encontra totalmente interna ao cráton, como pode ser observado na figura 1.
Em virtude das descobertas diamantíferas no século XII, sobretudo na cidade de Diamantina, as pesquisas se concentram mais no setor Meridional do que no setor Setentrional'.

## Descrição Estratigráfica do Supergrupo Espinhaço[3]
Na região meridional do Supergrupo Espinhaço, Dussin et al (1984) o descreveu pertencendo a oito formações estratigráficas, divididas em dois grupos: Grupo Diamantina e Grupo Conselheiro Mata. No entanto, em uma versão mais atual, Knauer (1990) atualiza a nomenclatura, desmembrando o grupo Diamantina em Grupo Guinda e formação Galho do Miguel. Desse modo a estratigrafia do Supergrupo Espinhaço é composta por três principais divisões estratigráficas (KNAUER, 2007): Grupo Guinda, Formação Galho do Miguel e Grupo Conselheiro Mata, sendo registradas ao todo 9 formações.

## Grupo Guinda
Domínio deposicional caracteristicamente continental (DUSSIN et al, 1990) dominado por uma sequência metasedimentar característica de ambientes fluvial entrelaçado, deltáico e marinho pouco profundo com eventual ocorrência metavulcânica (DUSSIN e DUSSIN, 1995). O Grupo Guinda é composto pelas formações São João da Chapada, Sopa-Brumadinho, Itapanhoacanga e pela Suíte Metaígnea Conceição do Mato Dentro.

### Formação São João da Chapada
Na base, há o predomínio de intercalações de quartzitos sobre metaconglomerados e metabrechas quartzíticas. Em sua parte intermediária têm-se filitos hematíticos (e rochas associadas) intercalados com xistos de fácies xisto verde. No topo há o predomínio de quartzitos médios a grosseiros.

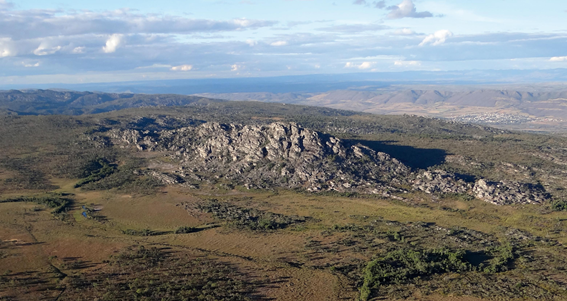
Figura 2: Serra do Cabral, localizada em Minas Gerais abrangendo os municípios de Augusto de Lima, Buenópolis, Francisco Dumont, Joaquim Felício, Lassance e Várzea da Palma. Essa serra é um super afloramento do Supergrupo Espinhaço com uma extensão de aproximadamente 40 km. Fonte: IEPHA - MG

### Formação Sopa-Brumadinho
Composto por filitos e quartzo-filitos em sua base, avançando para quartzitos (muitas vezes ferruginosos) e metaconglomerados, os quais são localmente diamantíferos. Ainda na porção intermediária, têm-se os filitos hematíticos. No topo da estratigrafia da formação, têm-se filitos, metassiltitos e quartzitos finos até corpos descontínuos de metabrechas diamantíferas, cuja matriz é filítica.

### Formação Itapanhoacanga
Composta por variados tipos de quartzito com intercalações de formações ferríferas bandadas com filitos, filitos hematíticos e metaconglomerados.

### Suíte Metaígnea Conceição do Mato Dentro
Típica da borda leste da Serra do Espinhaço, engloba rochas metavulcânicas de caráter mais ácido, em que predominam rochas claras, com matriz fina e fenocristais de quartzo azulado e feldspato (metariolitos). Localmente também são observados metadacitos (rochas de coloração mais escura, matriz fina e fenocristais de quartzo).

## Formação Galho do Miguel
Sequência de rochas de ambiente eólico e marinho raso (DUSSIN e DUSSIN, 1995) caracterizadas por quartzitos puros e finos que abrangem aproximadamente 90% dessa unidade (KNAUER, 2007). As demais rochas que compõem a unidade são representadas por quartzitos finos micáceos e intercalações de metargilitos acinzentados ou esverdeados.

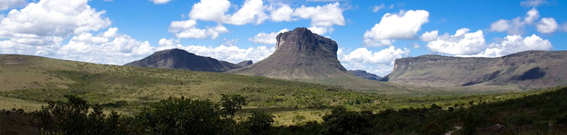
Figura 3: Chapada Diamantina, localizada no estado da Bahia, abrange dezenas de municípios com sua área de aproximadamente km². Trata-se de um afloramento do Supergrupo Espinhaço que é uma das maravilhas brasileiras.

## Grupo Conselheiro Mata
Rochas características de ambiente marinho que marca a transgressão da bacia do Espinhaço à época de seu desenvolvimento (DUSSIN et al, 1990). Composto pelas formações Santa Rita, Córrego dos Borges, Córrego da Bandeira,Córrego Pereira e Rio Pardo Grande.

### Formação Santa Rita
Formada por uma gradação entre quartzitos, filitos e metaconglomerados restritos.

### Formação Córrego dos Borges
Representado por quartzitos finos a médios, que podem apresentar intercalações de metabrechas e metaconglomerados.

### Formação Córrego da Bandeira
Filitos e metassiltitos compreendem a base e gradam verticalmente para quartzitos fino a médio, com presença de feldspatos, os quais representam o topo da formação.

### Formação Córrego Pereira
Compreende rochas quartzíticas de granulação fina a média, localmente puros.

### Formação Rio Pardo Grande
A base é formada por metassiltitos e metargilitos que são sobrepostos verticalmente por quartzitos finos e muito micáceos. Eventualmente são identificadas intercalações finas de rochas calcáreas.
No setor setentrional, o Supergrupo Espinhaço possui algumas divisões, feitas por diferentes autores. Knauer (2007) explica que em Itacambira, Karfunkel e Karfunkel (1975) propuseram uma divisão em quatro formações que são, da base para o topo: Itacambiruçu, Resplandescente, Água Preta e Matão. Essas são utilizadas para exemplificar a estratigrafia, muito embora sejam semelhantes ao Grupo Guinda da região meridional.

### Formação Itacambiruçu
Unidade pouco expressiva na estratigrafia com cerca de 40m (KNAUER, 2007), caracterizada por micaxistos, quartzo filitos, turmalina quartzitos e metarcósios. 

### Formação Resplandecente
Unidade bastante extensa com cerca de 300m (KNAUER, 2007), formada essencialmente por quartzitos, podendo ser micáceos ou não.

### Formação Água Preta
Novamente uma sequência pouco expressiva com cerca de 30m (KNAUER, 2007) caracterizadas por metaconglomerados, quartzitos, metabrechas e clorita xistos.

### Formação Matão
Fechando a estratigrafia da região de Itacambira, essa formação possui uma expressividade grande com aproximadamente 200m (KNAUER, 2007) de quartzitos, quartzitos micáceos e lentes de conglomerados.
As demais classificações estratigráficas do setor setentrional que não compreendem a região de Itacambira, Knauer (2007) indica a seguinte divisão: Unidade Metavulcanossedimentar; Unidade Inferior; Unidade Superior.

### Unidade Metavulcanossedimentar
Caracterizada por metavulcanitos ácidos a intermediários com metassedimentos associados, em especial metaconglomerados polimíticos e variados tipos de quartzito. Podem ser observadas rochas vulcanoclásticas metamorfizadas. 

### Unidade Inferior
Representada por intercalação entre quartzito e metaconglomerado e, mais raramente, quartzo filitos. Observa-se ainda intercalações de quartzo xisto, muscovita quartzo xistos e raros muscovita filitos com metaconglomerados matriz suportados. Localmente, os quartzitos podem se apresentar diamantíferos.

### Unidade Superior
Compreende quartzitos laminados, micáceos e finos, podendo apresentar variados conteúdos de óxido de ferro. Mais raramente ocorrem quartzitos arcóseos.

## Aspectos Estruturais do Supergrupo Espinhaço
Os aspectos estruturais das litologias do Supergrupo Espinhaço são bastante variados(KNAUER, 2007 - apud Schöll & Fogaça 1981; Herrgesell 1984; Kalt 1991). Podemos destacar algumas características estruturais presentes não só nas rochas do Supergrupo Espinhaço mas também nas unidades estratigráficas adjacentes da região tais como:
-Foliação, predominantemente de origem milonítica, com direção aproximadamente norte-sul e com mergulhos caindo para o quadrante leste;
-Duas lineações de interseção onde uma de direção norte-sul, em concordância com a direção do plano axial das dobras, que representa a clivagem com acentuado mergulho, e outra de direções similares a leste-oeste;

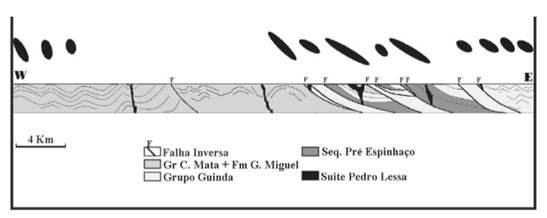
Figura 4: Perfil esquemático no sul da cidade de Diamantina. É possível observar a deformação nos quartzitos do Supergrupo Espinhaço. Fonte: KNAUER, 2007 - apud Knauer, 1999 (adaptado).

-Lineações de estiramento mineral de direções aproximadamente S75º- 85º (KNAUER 2007), coincidente com a direção dos seixos de metaconglomerados;
-Assimetria de elementos tais como foliação “S/C”, sombras de pressão, “boudinage” de veios, “rod’s” rotacionados e “mica-fish”.
Segundo Knauer (2007), as características estruturais regionais indicam sucessivos eventos deformacionais marcados por grande movimentação de massa no sentido leste para oeste. As foliações miloníticas transparecem a predominância de movimentos aproximadamente horizontais de caráter heterogêneo não coaxial, o que resultou em numerosas e expressivas quantidades de deformação. 
A foliação predominante de direção norte-sul é facilmente identificada nas camadas de origem pelítica e em menor quantidade nos quartzitos e metaconglomerados do Supergrupo Espinhaço. Em Diamantina, a direção varia entre N05°W e N15°E (KNAUER, 2007) com mergulhos entre altos e moderados com caimento para leste. O aparecimento das estruturas tipo “S/C”, a identificação das “boudinage” nos filitos e a aparência anastomosada em diferentes diferentes tamanhos são usados como base para determinar uma origem “sensu lato” milonítica. Além disso, uma outra estrutura planar (Sn + 1) é identificada como uma clivagem de fratura ou ardosiana e que desenvolve-se para uma xistosidade (Knauer, 2007). Essa relação de direcionamento das deformações é bem exemplificada na figura 2.
O perfil geológico aproximadamente no sul de Diamantina (Figura 4) ilustra como os principais valores de “strain” estão concentrados na região centro-leste do perfil. Desta forma enfatizando a heterogeneidade da deformação.

## Modelo de Evolução Geodinâmica[6]
A evolução tectônica do Supergrupo Espinhaço ainda não é unânime entre os cientistas, mas a teoria mais aceita atualmente é bem descrita por Dussin & Dussin (1995). De acordo com eles, a deposição das sequências basais do Supergrupo Espinhaço iniciou por um processo de rifteamento durante o Mesoproterozóico, como pode ser exemplificado pela figura 5a. O grupo Guinda e a Formação Galho do Miguel exemplificam essa fase do processo de rifteamento e início de uma formação de uma possível margem passiva. Todavia, o rifte é abortado e toda a deposição do grupo Conselheiro Mata reflete uma possível tendência transgressiva em toda a bacia, indicando essa mudança tectônica. Em desacordo, devido a ausência de dados que corroborem um possível desenvolvimento de margem passiva, Knauer (2007) pondera sobre essa fase de desenvolvimento tectônico, defendendo que o rifte foi abortado antes da fase de margem passiva. 

### Fase Rifte (1,7 Ga)
A sequência basal do Supergrupo Espinhaço é caracterizado por sedimentos terrígenos encontrados em ambientes fluviais entrelaçados, deltaico e marinho pouco profundo (DUSSIN, I.A e DUSSIN, T.M. (1995) - apud Garcia & Uhlein, op.cit.)  ao qual foi depositado durante a fase rifte principal. As sedimentações das formações São João da Chapada e Sopa-Brumadinho e a rápida variação das faces laterais são evidências da grande instabilidade da bacia durante este período.
São encontrados quartzitos com intercalações de metassiltitos, filitos e conglomerados localmente diamantíferos. Tais sedimentos foram, posteriormente, recobertos por quartzitos característicos de ambientes eólicos e marinho raso dando origem para a Formação denominada Formação Galho do Miguel. Esta marca o fim da instabilidade crustal da fase rifte. A ocorrência de rochas vulcânicas está associado a diques verticais de direção NS e EW (DUSSIN, I.A e DUSSIN, T.M., 1995) cortam o embasamento ou com derrames de lavas alternando com tufos. 
Durante o movimento extensional da região, a crosta tornou-se menos espessa, o que induziu o levantamento da astenosfera, consequentemente gerando a fusão por descompressão da fonte mantélica e na formação de magmas alcalinos. Os magmas kimberlíticos provavelmente foram gerados nesta fase e penetraram na crosta que justificaria a presença de diamantes associados aos conglomerados da Formação Sopa Brumadinho (DOSSIN et al., 1990).  Além disso, a ascensão da astenosfera resultou na fusão dos magmas Borrachudos como é ilustrado na figura 5b.

### Fase pós-Rifte
Em direção ao topo do Supergrupo Espinhaço, o Grupo Conselheiro Mata é composto por quartzitos, metassiltitos alternados com filitos sem a ocorrência de vulcanismos sinsedimentar e sua deposição ocorreu em um período onde a bacia, gradativamente, tornava-se mais funda que o nível do mar. Este evento de rebaixamento deve-se ao reajuste da crosta devido ao decréscimo da taxa térmica da crosta-manto em profundidade, e os sedimentos juntaram-se em um ambiente marinho transgressivo como é observado na Figura 5c. A idade deste evento ainda não é conhecida. 
Devido a diferença dos aspectos das depósitos sedimentares e a presença de discordâncias erosivas que dividem as sequências rifte e pós-rifte, indicam que provavelmente houve um longo período onde não houve a deposição de sedimentos na região. 